# Велике князівство Нижньогородсько-Суздальське
Увага:  Не вказане значення "common_name"

 Увага: Не вказане значення "continent"

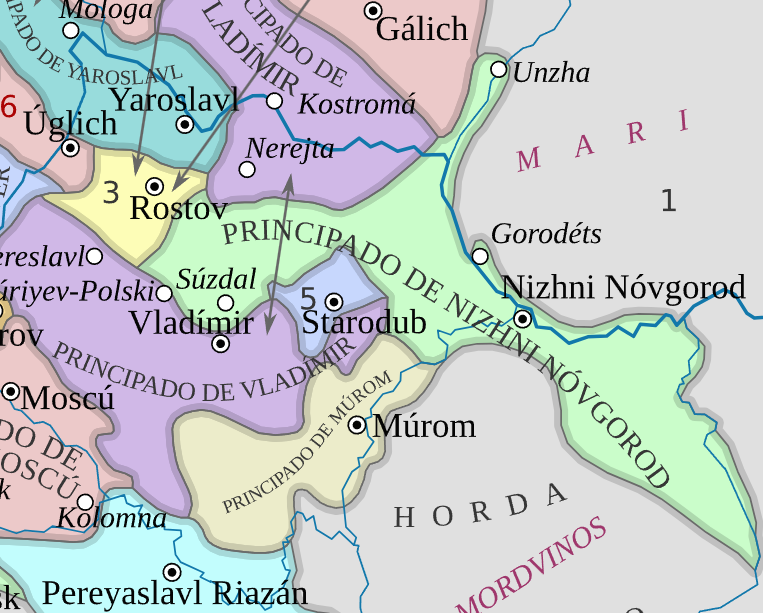

Велике Нижньогородсько-Суздальське князівство — одне з руських князівств на території сучасної Росії, що існувало у 1341—1392, 1393, 1411—1414, 1425 та 1446—1447 роках.
Обіймало землі над річкою Ірмес, середньою течією річки Нерлі Клязьминська, нижньою течією Клязьми та Оки, середньою течією Волги від гирла річки Унжа до гирла річки Сура. Основними його центрами були Суздаль, Юр'євець, Городець. Столицею було місто Нижній Новгород.

## Історія

### Нижньогородське князівство
Формально Нижньогородське князівство виникло на початку XIV сторіччя в результаті перенесення Борисом Даниловичем своєї резиденції з Городця ло Нижнього Новгорода. Після його смерті в 1320 році, князівство знову повернулося до складу Великого Володимирського князівства.
Після Тверського повстання в 1327 році й розділу Володимирського великого князівства на 2 частини територія Нижньогородського князівства увійшла до складу володінь великого князя володимирського Олександра Васильовича, а після його смерті перейшла під управління великого володимирського й московського князя Івана Калити, який володів нею до своєї смерті в 1340 році.

### Нижньогородсько-Суздальське князівство
Нижньогородсько-Суздальське князівство утворилося в жовтні 1341 року, коли хан Золотої Орди Узбек-хан розділив Велике володимирське князівство, передав Нижній Новгород й Городець суздальському князеві Костянтину Васильовичу. На думку Костянтина Авер'янова суздальський князь отримав Нижній Новгород й Городець як компенсацію за невдалий шлюб своєї дочки Антоніди з великим володимирським й московським князем Семеном Гордим.
Навесні 1343 року Семен Гордий спробував захопити владу у Нижньогородському князівстві, заручившись підтримкою нижньогородських й городецьких бояр, проте ханський суд Золотої Орди залишив князівство у Костянтина Васильйовича й видав йому на розправу бунтівних бояр, яких стратили на торгу.
Підйом Нижнього Новгорода в першій половині XIV сторіччя привів до перенесення в 1350 році туди з Суздаля столиці новоутвореного князівства. Розвиток феодального землеволодіння та торгівлі, особливо у Надволжі, підтримка з боку Орди й Новгорода дозволили князям Нижньогородсько-Суздальського князівства Костянтину Васильйовичу та його синові Дмитру Костянтиновичу вести боротьбу з московськими князями за велике князювання володимирське.
22 червня 1360 року Дмитро Костянтинович зайняв володимирський престол, але вже 1363 року був змушений його залишити. У 1366-1382 він діяв вже як союзник московського князя. У 1365 році помер Андрій Костянтинович, й, поки Дмитро Костянтинович чекав ярлика на князювання від хана Азіза, його молодший брат Борис Костянтинович здобув собі ярлик в іншого ординського хана. Почалася міжусобиця. Примирити братів намагався навіть ігумен ростовського монастиря Сергій Радонезький, проте Борис був непохитний. Тільки зустрівши військо у міста Бережець, він покаявся перед братом.
У 1367 році в нижньогородські межі вторглися ординці на чолі з Булат-Теміром. У битві біля річки Сундовік вони були розбиті й запроторені за П'яну. У 1370 році нижньогородські князі допомагали змістити з престолу у Болгарі хана Осана й замінити його на Салтана. На 1370-ті роки припав розквіт князівства. У 1372 році було засновано місто Курмиш на Сурі. У 1376 році, нижньогородці, разом з московитами, знову взяли Болгар й посадили там свого «даригу».
У 1382 році нижньогородські князі, які були в залежності від Орди, взяли участь у поході Тохтамиша на Москву. У 1383 році помирає Дмитро Костянтинович, й ярлик на князювання перекуповує його брат Борис Костянтинович.

### Розпад і ліквідація князівства
Існування уділів в Нижньогородсько-Суздальське князівство (головним був Городецький уділ) й тиск Орди сприяв загостренню феодальних протиріч. Орієнтація частини нижньогородських князів на монголо-татар суперечила об'єднавчим прагненням Москви. У 1392 році великий московський князь Василь I Дмитрович вирушив в Орду й викупив у Тохтамиша ярлик на Нижній Новгород, після чого захопив його війною.
Навесні 1393 року Василь Кірдяпа разом з братом Симеоном повернули собі Нижній Новгород, але вже незабаром вони були змушені знову поступитися ним Великому Московському князівству. З цього часу великі московські князі утримували Надволжя під своїм правлінням.
У 1418 році князь Олександр Іванович Брюхатий одружився з дочкою Василя І Дмитровича, отримав в якості приданого Нижньогородське князівство та став писатися як "великий князь". Син його щонайменше до 1424 року також володів князівство, яке в тому ж році при невідомих обставинах знову відійшло до Василя І.
Під час феодальної війни у Московії в 1440-х роках між Василем ІІ Темним та Дмитром Шемякою князівство знову було ненадовго відновлене. У 1445 році Дмитро Шемяка утворив нижегородсько-суздальське князівство у якому посадив Федора та Василя Юрійовичів, внуків Василя Кирдяпи. Є припущення що князівство було відновлене казанським ханом Улуг-Мухамедом ще на початку 1445 року, до битви під Суздалем, у якій Василь Темний потрапив в полон. Проте вже в березні 1446 року його противник Дмитро Шемяка, захопивши владу в Москві, остаточно ліквідував князівство.

### Відносини з Золотою Ордою
Після вбивства хана Джанібека у 1357 році у Золотій Орді почалася смута, що свідчила про початок розпаду єдиної держави. У 1357—1380 роках на золотоординському престолі перебувало понад 25 ханів.
Окремі ординські феодали зміцнювали свої володіння на територіях, що безпосередньо межують з південно-східними кордонами Нижньогородського князівства. Мірою стала споруда сторожових фортець на річках Кіша й Сура, застави в середній течії річки П'яна. У 1372 році на східному кордоні Нижньогородського князівства було засновано місто Курмиш.
Нижньогородсько-суздальські дружини періодично організовували військові походи на території Саранського ханства. Найбільший похід було організовано у 1370 році на володіння болгарського князя Хасана (Осана).
У 1367 році над річкою П'яна було розбито Булат-Теміра. До середини 1370-х років у Золотій Орді зміцнилося вплив темника Мамая, який почав посилати загони на території Нижньогородського Надволжя. У 1377 році в битві над П'яною військо князя Дмитра Костянтиновича було розбите, а Нижній Новгород спалено військами під проводом Арабшаха. Потім Борис Костянтинович розправився з мордовським військом, що вчинило осаду Нижнього Новгорода, але не взяло його.
У середньовічних джерелах повідомляється про загибель у Куликовій битві 1380 року 50 суздальських й 50 нижньогородських бояр. Однак, російський історик Антон Горський провів детальний порівняльний аналіз військового збору 1380 року з аналогічними зборами 1375 року для походу на Твер й 1386 року для походу на Новгород, за яким нижньогордсько-суздальське військо брало участь у походах 1375 й 1386 років й пропустило похід 1380 року.

## Хронологія
- 1341 — Городецьке князівство перейшло до брата Олександра Васильовича, Костянтину Васильовичу, потім до сина Костянтина Васильовича, Андрію Костянтиновичу.
- 1350 — Костянтин Васильович переніс столицю до Нижнього Новгорода.
- 1356 — Андрій Костянтинович віддав Суздаль в уділ своєму братові, Дмитру Костянтиновичу.
- 1359 — Дмитро Костянтинович Суздальський отримав ярлик на управління Великим князівством Володимирським.
- 1362 — Велике князівство Володимирське передано Дмитру Донському (на той момент йому 12 років).
- 1363 — Дмитро Суздальський повернув собі Володимир, але ненадовго.
- 1365 — по смерті Андрія великим князем став Дмитро Костянтинович.
- 1366 — примирення Дмитра Донського й Дмитра Суздальського, шлюб Дмитра Донського на дочці Дмитра Суздальського Євдокії.
- 1376 — спільний з Москвою похід на Болгар під керівництвом Дмитра Боброка.
- 1377 — Іван Дмитрович, син Дмитра Суздальського, загинув у битві над П'яною.
- 1380 — війська Нижньогородсько-Суздальського князівства взяли участь у Куликовській битві на боці Дмитра Донського. Практично все військо Дмитра Костянтиновича загинуло у битві (в тому числі близько 100 бояр).
- 1382 — Дмитро Костянтинович, під час походу Тохтамиша, бажаючи убезпечити своє князівство, відправив до війська Ординського хана своїх синів: Василя й Симеона з тим, щоб переконати хана у своїй лояльності й уникнути з ним війни. Ця мета була досягнута, але, перебуваючи під Москвою, Василь й Симеон, піддавшись на обман, переконали городян відкрити ворота, що й дозволило Тохтамишу захопити Москву. Згодом Тохтамиш забрав Василя в Орду.
- 1383 — після смерті Дмитра Суздальського, Великим Нижньдгородсько-Суздальським князем по ярлику став його брат Борис Костянтинович.
- 1387 — Василь Кірдяпа, син Дмитра Суздальського, покинув Орду з ярликом на князювання.
- 1392 — Василь I Дмитрович, син Дмитра Донського, захопив Нижній Новгород.
- 1393 (за іншими даними 1395, по Соловйову 1399) — Семен, син Дмитра Суздальського, намагався повернути Нижній Новгород силою. Спроба виявилося вдалою, однак царевич Ейтяк, що йшов з ними як союзник, перебив як захисників міста, так й нападників. В цей час московський князь Василь Дмитрович купив ярлик на князювання, а Семену й Василю передав на спадок Шую. Василь Кірдяпа, незадоволений цим рішенням у 1394 році відбув в Орду, але не домігся там успіху. Семен помер в В'ятці в 1402, Василь помер у Городці в 1403.
- 1408 — Едигей знищив Городець.
- 1445 — Улуг-Мухаммед використовував Нижній Новгород як опорний пункт в війні з Василем II Темним.
- 1446—1447 — Федір і Василь, сини Юрія Васильовича Шуйського, онуки Василя Дмитровича Кірдяпи, за допомогою Дмитра Шемяки повернули собі Нижньогородсько-Суздальське князівство, проте після поразки Шемяки перейшли на бік Москви.